# Élections municipales de 2014 à Amiens
Pour un article plus général, voir Élections municipales de 2014 dans la Somme.
Les élections municipales se sont déroulées les 23 et 30 mars 2014 à Amiens.

## Mode de scrutin
Le mode de scrutin à Amiens est celui des villes de plus de 1 000 habitants : la liste arrivée en tête obtient la moitié des 55 sièges du conseil municipal. Le reste est réparti à la proportionnelle entre toutes les listes ayant obtenu au moins 5 % des suffrages exprimés. Un deuxième tour est organisé si aucune liste n'atteint la majorité absolue et au moins 25 % des inscrits au premier tour. Seules les listes ayant obtenu aux moins 10 % des suffrages exprimés peuvent s'y présenter. Les listes ayant obtenu au moins 5 % des suffrages exprimés peuvent fusionner avec une liste présente au second tour.

## Contexte

### Contexte électoral
Lors des municipales de 2008, Gilles Demailly (PS) l'avait emporté face à Gilles de Robien (NC). Tête de liste de la gauche unie (PS-PRG-PC-MRC-Verts), il avait fait face à un déficit de notoriété : en décembre 2007, un sondage le créditait de 51 % de notoriété, 23 % de bonnes opinions et 40 % d'intention de vote au second tour. Pourtant, il avait créé la surprise dès le premier tour en devançant le maire sortant, Gilles de Robien, ancien ministre et maire de la ville depuis 1989. Au second tour, le 16 mars 2008, il le battait largement avec 56,21 % des voix, soit 12,42 points de plus que son adversaire. Il lui succédait à la mairie d'Amiens le 21 mars 2008 et à la tête de la Communauté d'agglomération Amiens Métropole le 10 avril 2008.
Le 8 juin 2013, contre toute attente, il annonce qu'il ne brigue pas un second mandat de maire aux municipales de 2014.

### Conseil municipal sortant
| Parti                                | Sigle | Sigle | Elus | Groupe                  |
| ------------------------------------ | ----- | ----- | ---- | ----------------------- |
| Majorité (43 sièges)                 |       |       |      |                         |
| Parti socialiste                     |       | PS    | 20   | PS - MRC - PRG          |
| Mouvement républicain et citoyen     |       | MRC   | 3    | PS - MRC - PRG          |
| Parti radical de gauche              |       | PRG   | 3    | PS - MRC - PRG          |
| Parti communiste français            |       | PCF   | 6    | Communistes et citoyens |
| Parti communiste français            |       | PCF   | 3    | Communistes en action   |
| Europe Écologie Les Verts            |       | EELV  | 7    | Élus écologistes        |
| Divers gauche                        |       | DVG   | 1    | Non-inscrit             |
| Opposition (12 sièges)               |       |       |      |                         |
| Union des démocrates et indépendants |       | UDI   | 6    | Mouvement pour l'Avenir |
| Union pour un mouvement populaire    |       | UMP   | 1    | Mouvement pour l'Avenir |
| Divers droite                        |       | DVD   | 1    | Mouvement pour l'Avenir |
| Divers droite                        |       | DVD   | 4    | Indépendants            |
| Maire d'Amiens                       |       |       |      |                         |
| Gilles Demailly (PS)                 |       |       |      |                         |

## Candidats
- Nicolas Belvalette (dit usé) (SE) : tête de liste du Parti Sans Cible. Montée par un collectif issu du milieu artistique, cette liste mène une campagne parodique et dénonce la fermeture de son local par la mairie, pour raisons de sécurité[4] : liste Parti Sans Cible (SE).

- Bruno Paleni (LO) : enseignant et militant syndical, candidat aux municipales de 2001 et 2008 : liste Lutte ouvrière, faire entendre les travailleurs (LO).

- Cédric Maisse (PCF) : conseiller municipal dissident du groupe communiste, présente une liste autonome : liste Aube nouvelle, Amiens combat l'austérité (Parti de gauche, Colère et espoir, Mouvement des Indignés).

- Thierry Bonté (PS) : vice-président d'Amiens métropole chargé des transports, vainqueur des primaires socialistes le 17 octobre 2013[7] : liste Osons Amiens ensemble (PS, PCF, EELV, MRC et PRG).

- Mohamed Boulafrad (DVG) : conseiller municipal et régional, ancien secrétaire de la section Léon Blum placée sous tutelle. Exclu du PS pour avoir présenté sa propre liste, il se réclame du Centre-gauche : liste Réussir ensemble pour Amiens (DVG).

- Brigitte Fouré (UDI-NC) : conseillère municipale, maire d'Amiens de 2002 à 2007 en remplacement de Gilles de Robien (alors nommé ministre), en binôme avec Alain Gest (UMP) candidat pour la présidence d'Amiens métropole : liste Rassemblés pour agir (UDI, UMP, MoDem, DLR).

- Yves Dupille (ex-MNR) : instituteur à Amiens, candidat à plusieurs élections (législatives en 88 et 93 dans l'ex-1ère circonscription d'Amiens-Nord sous la bannière FN ; les cantonales en 2008 et les municipales à Amiens en 2001 pour le MNR) : liste Amiens Bleu Marine (RBM)[11].

## Sondages

### Sondage Ifop-Fiducial (27 février au1ermars 2014)

#### Premier tour
|               |                             |     |    |     |    |     |     |
| Ifop-Fiducial | 27 février au 1er mars 2014 | 602 | 8% | 32% | 2% | 42% | 16% |

#### Second tour
|               |                             |     |      |      |      |
| Ifop-Fiducial | 27 février au 1er mars 2014 | 602 | 40 % | 47 % | 13 % |

### Sondage Ipsos-Steria (14 au 15 mars 2014)

#### Premier tour
|              |                    |     |    |    |    |     |    |     |     |
| Ipsos-Steria | 14 au 15 mars 2014 | 603 | 2% | 3% | 6% | 32% | 1% | 42% | 14% |

#### Second tour
|              |                    |     |      |      |      |
| Ipsos-Steria | 14 au 15 mars 2014 | 603 | 43 % | 43 % | 14 % |

## Résultats
- Maire sortant : Gilles Demailly (PS)
- 55 sièges à pourvoir (population légale 2011 : 133 327 habitants)

|                                                        | Brigitte Fouré     | UDI-UMP-MoDem-DLR            | 16 533 | 44,79  | 19 062 | 50,39  | 42 |  |  |  |  |
| Rassemblés pour agir                                   |                    |                              | 16 533 | 44,79  | 19 062 | 50,39  | 42 |  |  |  |  |
|                                                        | Thierry Bonté      | PS-PCF-Verts-MRC-PRG         | 9 098  | 24,65  | 12 788 | 33,80  | 9  |  |  |  |  |
| Osons Amiens ensemble                                  |                    |                              | 9 098  | 24,65  | 12 788 | 33,80  | 9  |  |  |  |  |
|                                                        | Yves Dupille       | FN                           | 5 739  | 15,55  | 5 981  | 15,81  | 4  |  |  |  |  |
| Amiens Bleu Marine                                     |                    |                              | 5 739  | 15,55  | 5 981  | 15,81  | 4  |  |  |  |  |
|                                                        | Cédric Maisse      | PCF-PG-Colère et espoir (CE) | 3 273  | 8,87   |        |        |    |  |  |  |  |
| L'aube nouvelle : Amiens combat l'austérité            |                    |                              | 3 273  | 8,87   |        |        |    |  |  |  |  |
|                                                        | Bruno Paleni       | LO                           | 944    | 2,56   |        |        |    |  |  |  |  |
| Lutte ouvrière faire entendre le camp des travailleurs |                    |                              | 944    | 2,56   |        |        |    |  |  |  |  |
|                                                        | Nicolas Belvalette | DVG                          | 801    | 2,17   |        |        |    |  |  |  |  |
| Parti sans cible                                       |                    |                              | 801    | 2,17   |        |        |    |  |  |  |  |
|                                                        | Mohamed Boulafrad  | DVG                          | 520    | 1,41   |        |        |    |  |  |  |  |
| Réussir ensemble pour Amiens                           |                    |                              | 520    | 1,41   |        |        |    |  |  |  |  |
|                                                        |                    |                              |        |        |        |        |    |  |  |  |  |
| Inscrits                                               | Inscrits           | Inscrits                     | 73 923 | 100,00 | 73 912 | 100,00 |    |  |  |  |  |
| Abstentions                                            | Abstentions        | Abstentions                  | 35 472 | 47,99  | 34 437 | 46,59  |    |  |  |  |  |
| Votants                                                | Votants            | Votants                      | 38 451 | 52,01  | 39 475 | 53,41  |    |  |  |  |  |
| Blancs et nuls                                         | Blancs et nuls     | Blancs et nuls               | 1 543  | 4,01   | 1 644  | 4,16   |    |  |  |  |  |
| Exprimés                                               | Exprimés           | Exprimés                     | 36 908 | 95,99  | 37 831 | 95,84  |    |  |  |  |  |

### Conseil municipal élu
| Parti                                | Sigle | Sigle | Elus | Groupe                 |
| ------------------------------------ | ----- | ----- | ---- | ---------------------- |
| Majorité (42 sièges)                 |       |       |      |                        |
| Divers droite                        |       | DVD   | 21   | Rassemblés pour Amiens |
| Union des démocrates et indépendants |       | UDI   | 10   | Rassemblés pour Amiens |
| Union pour un mouvement populaire    |       | UMP   | 8    | Rassemblés pour Amiens |
| Mouvement démocrate                  |       | Modem | 2    | Rassemblés pour Amiens |
| Debout la République                 |       | DLR   | 1    | Rassemblés pour Amiens |
| Opposition de gauche (9 sièges)      |       |       |      |                        |
| Parti socialiste                     |       | PS    | 5    | Élus socialistes       |
| Parti communiste français            |       | PCF   | 2    | Élus communistes       |
| Europe Écologie Les Verts            |       | EELV  | 2    | Les Écolos d'Amiens    |
| Opposition FN (4 sièges)             |       |       |      |                        |
| Front national                       |       | FN    | 4    | Amiens Bleu Marine     |
| Maire d'Amiens                       |       |       |      |                        |
| Brigitte Fouré (UDI)                 |       |       |      |                        |